# Fada protectora
La fada protectora (en anglès fairy godmother; en francès fée marraine; en espanyol hada madrina) és un personatge típic dels contes tradicionals, que representa la màgia que fa canviar la sort de les princeses protagonistes. És una descendent de les parques romanes i dels genis islàmics. Apareix per a revelar una realitat oculta, concedir un do o un desig o transformar determinats objectes de la realitat. Usualment la seva presència és esporàdica, només desencalla la trama i desapareix. Algunes de les històries més famoses on hi ha una fada padrina i protectora són la Ventafocs o la Bella Dorment dels Germans Grimm i de Charles Perrault.